# Jonathan Rhys Meyers
Jonathan Rhys Meyers, all'anagrafe Jonathan Michael Francis O'Keeffe (Dublino, 27 luglio 1977), è un attore, modello e musicista irlandese.

## Biografia
Jonathan Rhys Meyers nasce a Dublino, primogenito di quattro fratelli; viene al mondo con gravi problemi cardiaci, che fanno temere per la sua vita e che durante i suoi primi anni costringono la madre a farlo ricoverare di frequente in ospedale. Circa un anno dopo la sua nascita la famiglia si trasferisce nella contea irlandese di Cork. Quando Jonathan ha tre anni, suo padre John O'Keeffe divorzia lasciando che sia la moglie, Geraldine Meyers (di cui Jonathan prenderà poi il cognome), a preoccuparsi per la salute del figlio e a crescere da sola gli altri tre bambini più piccoli, Jamie, Alan e Paul. I tre fratelli sono poi diventati musicisti professionisti.

Rhys-Meyers trascorre un'infanzia turbolenta e diviene un ragazzo irrequieto e indisciplinato, tanto da essere espulso dalla North Monastery Christian Brothers School all'età di sedici anni. Libero dagli impegni scolastici, un giorno nel 1993 Jonathan viene notato da un agente della Hubbard Casting, colpito dalla bellezza androgina del ragazzo; l'incontro gli procura un'audizione con il produttore David Puttnam, all'epoca alla ricerca di interpreti per il film La guerra dei bottoni (1994) di John Roberts. Jonathan non ottiene la parte, ma, in compenso, l'agente del casting lo incoraggia a perseguire la carriera di attore.

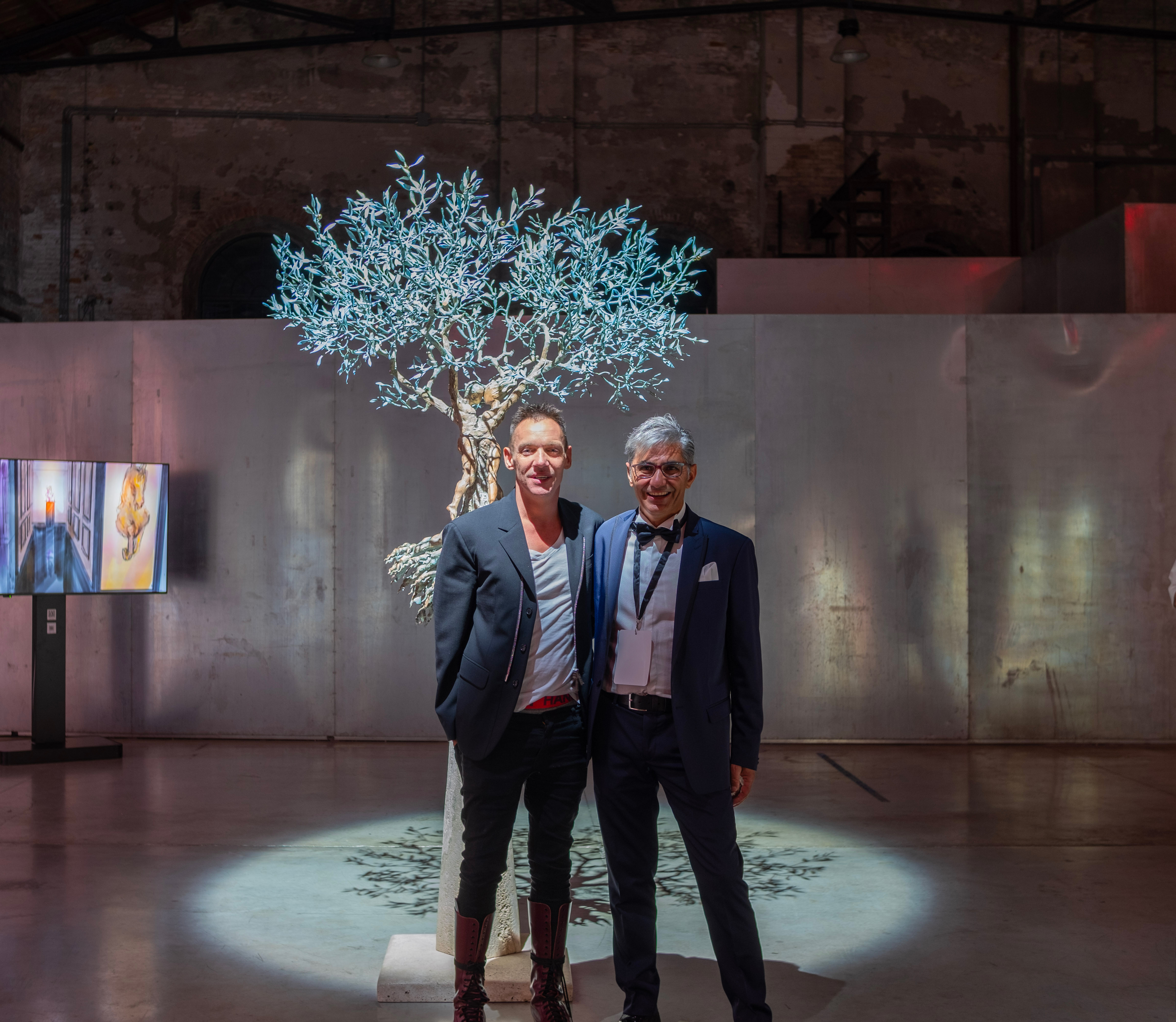
Jonathan Rhys Meyers (a sinistra) e l'artista Andrea Roggi (a destra) durante la première di American Night di Alessio Della Valle, in occasione della 78ª Mostra Internazionale d'Arte Cinematografica di Venezia.

Nel 1994, dopo aver cambiato nome, Jonathan Rhys-Meyers debutta nel mondo del cinema con un piccolo ruolo nella pellicola Un uomo senza importanza di Suri Krishnamma, accanto ad Albert Finney. In seguito ottiene un ruolo in Michael Collins di Neil Jordan ed è tra gli interpreti della pellicola spagnola La lengua asesina (1996) di Alberto Sciamma. Inizia a lavorare poi in televisione, in Sansone e Dalila (nel quale sostiene il ruolo dell'eroe biblico da giovane) e nello sceneggiato TV The Tribe, al termine del quale il giovane attore parte alla volta della California per partecipare alle riprese del melodramma Scelte pericolose (1997) di Tim Hunter, del quale è, per la prima volta, protagonista. Nello stesso anno partecipa al film Telling Lies in America - Un mito da infrangere di Guy Ferland.
Dopo due anni di assenza, torna in Inghilterra per girare a Londra, sotto la regia di Michael Radford, il dramma B. Monkey - Una donna da salvare (1998); al film di Radford segue La governante (1998) di Sandra Goldbacher. Rhys-Meyers si mette in evidenza nel 1998 con la pellicola Velvet Goldmine di Todd Haynes: il film ripercorre la filosofia del glam rock britannico. L'anno successivo viene diretto da Mike Figgis ne La perdita dell'innocenza, e in seguito da Ang Lee in Cavalcando col diavolo. Partecipa poi al film Titus (1999) di Julie Taymor, trasposizione della tragedia di William Shakespeare, insieme ad Anthony Hopkins e Jessica Lange. Seguono nel 2001 una serie di altre pellicole, come Happy Now, Prozac Nation e Giovani assassini nati; inoltre è protagonista delle miniserie Gormenghast, tratta dai romanzi di Mervyn Peake, accanto a Christopher Lee. Nel 2002 interpreta la commedia etnica Sognando Beckham di Gurinder Chadha.
La sua carriera a questo punto decolla e interpreta numerose pellicole in breve tempo: nel 2002 L'orgoglio degli Amberson, film per la TV, remake dell'omonimo film di Orson Welles, e nel 2003 The Tesseract, Octane e I'll Sleep When I'm Dead; inoltre è tra i protagonisti della miniserie The Lion in Winter - Nel regno del crimine. Nel 2004, dopo aver girato La fiera della vanità di Mira Nair, fa parte del cast del colossal di Oliver Stone Alexander. Nel 2005 impersona Elvis Presley nella miniserie televisiva Elvis, prodotta dalla CBS; il ruolo gli vale un Golden Globe. Successivamente è diretto da Woody Allen come protagonista in Match Point, al fianco di Scarlett Johansson. Nel 2007 interpreta La musica nel cuore - August Rush. Dal 2007 al 2010 è protagonista della serie televisiva storica I Tudors, nella quale ricopre il ruolo di Enrico VIII. Nel 2013 interpreta Valentine Morgenstern nella trasposizione cinematografica di Shadowhunters - Città di ossa. Dal 2017 al 2018 ha recitato inoltre nella serie Vikings, interpretando il vescovo Heahmund.

### Vita privata
Nel giugno 2011 avviene un tentativo di suicidio, nel suo appartamento di Londra. L'attore, che da anni lotta contro una dipendenza dall'alcool, nel dicembre 2016 è diventato padre di un figlio, avuto dalla compagna Mara Lane, di nome Wolf.

## Filmografia

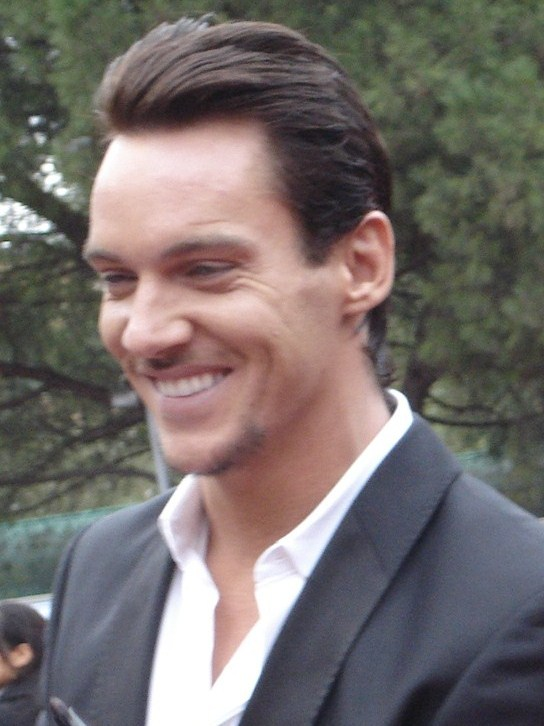
Jonathan Rhys Meyers alla Festa del Cinema di Roma 2007

### Cinema
- Un uomo senza importanza (A Man of No Importance), regia di Suri Krishnamma (1994)
- Michael Collins, regia di Neil Jordan (1996)
- La lengua asesina, regia di Alberto Sciamma (1996)
- La scomparsa di Finbar (The Disappearance of Finbar), regia di Sue Clayton (1996)
- Scelte pericolose (The Maker), regia di Tim Hunter (1997)
- Telling Lies in America - Un mito da infrangere (Telling Lies in America), regia di Guy Ferland (1997)
- Velvet Goldmine, regia di Todd Haynes (1998)
- La governante (The Governess), regia di Sandra Goldbacher (1998)
- B. Monkey - Una donna da salvare (B. Monkey), regia di Michael Radford (1998)
- La perdita dell'innocenza (The Loss of Sexual Innocence), regia di Mike Figgis (1999)
- Cavalcando col diavolo (Ride with the Devil), regia di Ang Lee (1999)
- Titus, regia di Julie Taymor (1999)
- Happy Now, regia di Philippa Cousins (2001)
- Prozac Nation, regia di Erik Skjoldbjærga (2001)
- Giovani assassini nati (Tangled), regia di Jay Lowi (2001)
- Sognando Beckham (Bend It Like Beckham), regia di Gurinder Chadha (2002)
- The Tesseract, regia di Oxide Pang Chun (2003)
- Octane, regia di Marcus Adams (2003)
- I'll Sleep When I'm Dead, regia di Mike Hodges (2003)
- The Secret Wing (The Emperor's Wife), regia di Julien Vrebos (2003)
- La fiera della vanità (Vanity Fair), regia di Mira Nair (2004)
- Alexander, regia di Oliver Stone (2004)
- Match Point, regia di Woody Allen (2005)
- Mission: Impossible III, regia di J. J. Abrams (2006)
- La musica nel cuore - August Rush (August Rush), regia di Kirsten Sheridan (2007)
- The Children of Huang Shi, regia di Roger Spottiswoode (2008)
- A Film with Me in It, regia di Ian Fitzgibbon (2008)
- From Paris with Love, regia di Pierre Morel (2010)
- Shelter - Identità paranormali (Shelter), regia di Måns Mårlind e Björn Stein (2010)
- Albert Nobbs, regia di Rodrigo García (2011)
- Bella del Signore (Belle du Seigneur), regia di Glenio Bonder (2012)
- Shadowhunters - Città di ossa (The Mortal Instruments: City of Bones), regia di Harald Zwart (2013)
- Another Me, regia di Isabel Coixet (2013)
- Stonewall, regia di Roland Emmerich (2015)
- London Town, regia di Derrick Borte (2016)
- Black Butterfly, regia di Brian Goodman (2017)
- La fuga dell'assassino (The Shadow Effect), regia di Obin Olson e Amariah Olson (2017)
- Damascus Cover, regia di Daniel Zelik Berk (2017)
- Caccia al 12º uomo (Den 12. mann), regia di Harald Zwart (2017)
- Holy Lands, regia di Amanda Sthers (2017)
- The Aspern Papers, regia di Julien Landais (2018)
- Wake Up - Il risveglio (Awake), regia di Aleksandr Chernyaev (2019)
- Ai confini del mondo - La vera storia di James Brooke (Edge of the World), regia di Michael Haussman (2021)
- Yakuza Princess, regia di Vicente Amorim (2021)
- American Night, regia di Alessio Della Valle (2021)
- The Survivalist, regia di Jon Keeyes (2021)
- Wifelike, regia di James Bird (2022)
- Dangerous Game: The Legacy Murders, regia di Sean McNamara (2022)
- Disquiet, regia di Michael Winnick (2023)
- Ambush - L'imboscata (Ambush), regia di Mark Burman (2023)
- Mercy, regia di Tony Dean Smith (2023)
- Clean Up Crew - Specialisti in lavori sporchi (The Clean Up Crew), regia di Jon Keeyes (2024)

### Televisione
- Sansone e Dalila (Samson and Delilah) – miniserie TV, 1 puntata (1996)
- The Tribe, regia di Stephen Poliakoff – film TV (1998)
- Gormenghast – miniserie TV, 4 puntate (2000)
- L'orgoglio degli Amberson (The Magnificent Ambersons), regia di Alfonso Arau – film TV (2002)
- The Lion in Winter - Nel regno del crimine (The Lion in Winter), regia di Andrej Končalovskij – film TV (2003)
- Elvis – miniserie TV, 2 puntate (2005)
- I Tudors (The Tudors) – serie TV, 38 episodi (2007-2010)
- Dracula – serie TV, 10 episodi (2013-2014)
- Radici (Roots) – miniserie TV, 3 puntate (2016)
- Vikings – serie TV, 17 episodi (2017-2019)

## Doppiatori italiani
Nelle versioni in italiano dei suoi lavori, Jonathan Rhys Meyers è stato doppiato da:
- Simone D'Andrea in La musica nel cuore - August Rush, From Paris with Love, Shelter - Identità paranormali, Shadowhunters - Città di ossa, Dracula, Stonewall, Radici, Black Butterfly, Caccia al 12º uomo, The Survivalist, Wifelike, Dangerous Game: The Legacy Murders, Ambush - L'imboscata, Clean Up Crew - Specialisti in lavori sporchi
- Emiliano Coltorti in Sognando Beckham, Mission: Impossible III, L'orgoglio degli Amberson, Disquiet
- Ruggero Andreozzi in Bella del Signore, Ai confini del mondo - La vera storia di James Brooke, Mercy
- Fabrizio Vidale in Velvet Goldmine, Titus
- Nanni Baldini in B. Monkey - Una donna da salvare, La perdita dell'innocenza
- Stefano Crescentini in Cavalcando col diavolo, Alexander
- Alessandro Rigotti in I'll Sleep When I'm Dead, Vikings
- Francesco Pezzulli in Elvis, Albert Nobbs
- Roberto Gammino in I Tudors, La fuga dell'assassino
- Fabio Boccanera in Scelte pericolose
- Francesco Bulckaen in Giovani assassini nati
- Riccardo Rossi in Octane
- Corrado Conforti in The Lion in Winter - Nel regno del crimine
- Fabrizio Manfredi in La fiera della vanità
- Massimiliano Manfredi in Match Point
- Stefano Valli in Wake Up - Il risveglio
- Roberto Chevalier in American Night
- Massimo Aresu in La governante (doppiaggio tardivo)